# Château de la Phalecque
Le château de la Phalecque, ou château de Fives, est un château situé à Lille dans le quartier de Fives. Logis au XVIe siècle, le château est converti en une maison de plaisance au XVIIIe siècle puis détruit en 1792.

## Situation
Le château était situé entre le centre du village de Fives autour du prieuré et l'enceinte fortifiée de Lille (fort Sainte-Agnès), actuellement au sud du parc des Dondaines entre la rue Dumont d’Urville et le boulevard périphérique Est.

Situation du château de la Phalecque
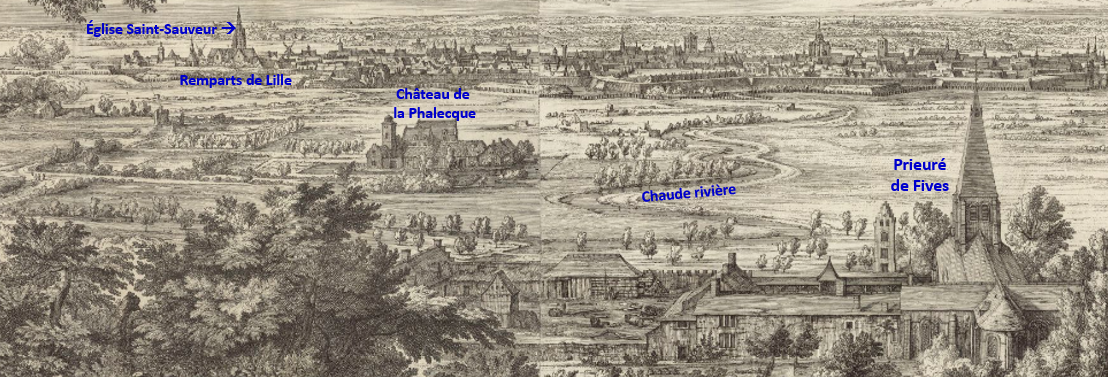
Fives en 1667
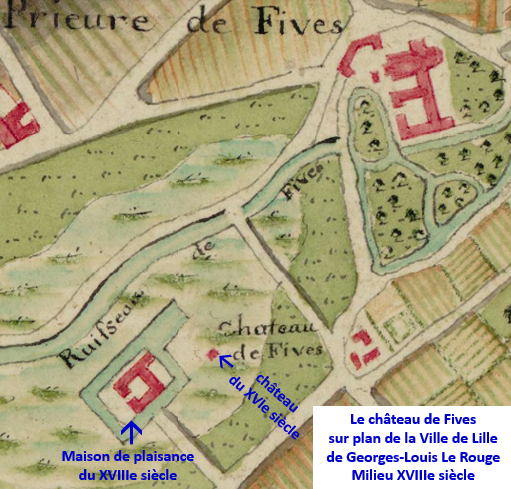
Château de Fives sur plan du XVIIIe siècle
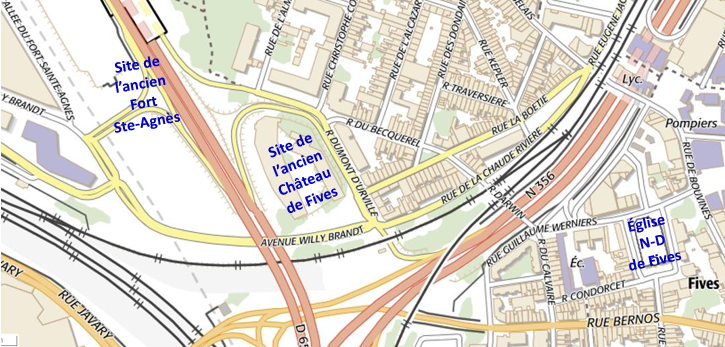
Situation sur plan de 2020

## Histoire
Les fouilles archéologiques préalables à la construction de bâtiments EKLA (groupe ICADE) effectuées de 2015 à 2018 ont révélé une occupation depuis le premier siècle avant Jésus-Christ par de la céramique, des ossements d’animaux et divers indices d’une exploitation agricole.
Des documents d’archives témoignent de l’existence d’un château à Fives appartenant à la famille de la Phalecque au XIIIe siècle et au XIVe siècle dont l’emplacement est incertain.
Les fouilles ont porté sur un château du XVIe siècle, à l'origine à vocation défensive, représenté sur une gravure du siège de 1667 et sur le château résidentiel qui lui a succédé au XVIIIe siècle.
Ces édifices étaient entourés de douves alimentées par le Becquerel, le niveau de l’eau étant contrôlé par une écluse.
L’édifice du XVIe siècle est arasé à la fin du XVIIe siècle ou au début du XVIIIe siècle et un nouveau logis est construit au sud du premier.
Les jardins de cette maison de plaisance comprenant une « folie » sont aménagés à la place de l’ancien château.
Les nombreux objets exhumés, plats en faïence de Delft, cuillères en argent, attestent d’un niveau de vie privilégié.
Aucune représentation du château du XVIIIe siècle n’a été retrouvée.
Ce château sert de poste avancé aux assaillants du siège de 1792 puis est incendié.
Ses vestiges sont détruits et compris dans une zone non aedificandi pour éviter le retour de nouveaux envahisseurs.
Au XIXe siècle, le terrain entouré des anciennes douves est la propriété de la famille Campion. On y accédait par l’avenue Champon.
Au XXe siècle, après la couverture du Becquerel et le comblement des douves, le bidonville des Dondaines s'est étendu sur ce terrain.

Le site au XIXe siècle
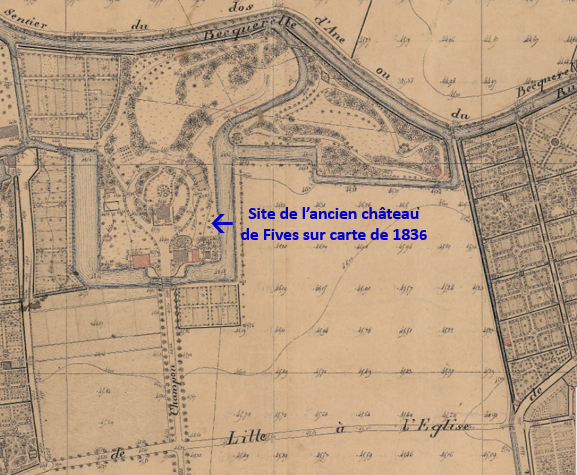
Site du château de Fives sur carte de 1836
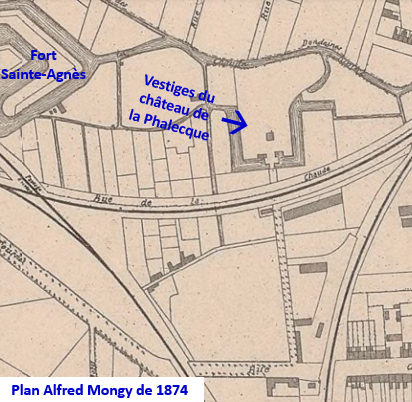
Vestiges du château sur plan de 1874